# Russian Roulette
«Russian Roulette» —en español: «Ruleta rusa»— es una canción de pop de la cantante Rihanna para su álbum Rated R. Escrita por Ne-Yo y Rihanna y producido por Chuck Harmony; es el primer sencillo del cuarto álbum de estudio de la cantante barbadense. Se estrenó mundialmente el 20 de octubre de 2009. Con este sencillo Rihanna obtuvo la nominación a los NRJ Music Awards 2010 en la categoría de Best International Female of the Year la cual ganó. 
La canción fue muy controvertida por su tema pero a pesar de eso fue un hit total.

## Antecedentes
El 14 de octubre, Rihanna había publicado en su página de Twitter "The Wait Is Ova. Nov 23 09" un anuncio referido a la salida de un nuevo material discográfico. Eso dio a diversas especulaciones sobre que significaba, pues se pensaba que podría tratarse del estreno de su nuevo álbum. El 16 de octubre de 2009 apareció en su página web un contador en cuenta regresiva puesto para la liberación del nuevo sencillo. Esto fue confirmado en el Twitter de Ryan Seacrest. Finalmente, el 20 de octubre fue dado a conocer de manera mundial su nueva canción, después de que el contador había terminado.

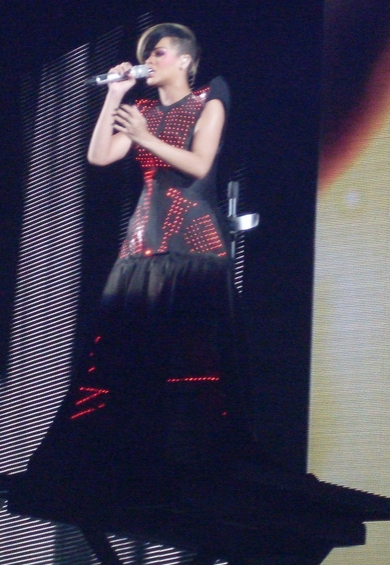
Rihanna cantando "Russian Roulette" en The Last Girl On Earth Tour.

## Composición
De acuerdo con la partitura publicada en Musicnotes.com por Sony/ATV Music Publishing, la canción se encuentra en el compás del tiempo común, con un tempo lento de 80 latidos por minuto. Está escrito en la tonalidad de Fa sostenido menor, con rango de voz de Rihanna que van desde la nota F ♯ 3 de la nota C ♯ 5. Los acordes siguen en este orden: F ♯ m-D-Bm-C ♯, y luego por el F ♯ m coro-D-E-Bm.

## Recepción de la crítica
Tras su publicación, "Russian Roulette" recibió críticas positivas por el desempeño vocal de Rihanna y la letra. Todd Martens de Los Angeles Times describió la actuación de Rihanna sobre la canción midtempo "sin una producción sobredominante, Rihanna hace suya la canción y obtiene lo mejor de ella - un poco fría, un poco sin miedo, pero con la fuerza vocal para mantener a la floreciente orquesta al margen. MTV News afirmó que se mantiene en el mismo tipo de actitud y la atmósfera que ha hecho de Rihanna una artista muy definitiva. Simon Vozick Levinson de Entertainment Weekly dijo que Rihanna tomó algunos riesgos relacionados con este tema, y los riesgos absolutamente valen la pena. Rihanna está en plena forma vocal en todas partes, y componer canciones con Ne-Yo es económico y evocador como de costumbre. Los críticos también dijeron que Rihanna muestra una madurez musical increíble al hacer temas explícitos como este.

## Rendimiento en listas
La canción debutó en los EE. UU. Billboard Hot 100 en el número 100 el 7 de noviembre de 2009, y obtuvo su mayor posición de apenas dos semanas después al número 9, siendo el duodécima Top 10 en el país, sin embargo, el sencillo no duró mucho tiempo en la lista y rápidamente empezó a caer. A la fecha, también, ha sido el sencillo debut de un álbum menos exitoso de su carrera. También debutó en los EE. UU. Billboard Hot R&B/Hip-Hop Songs y alcanzó el puesto 49. Hizo su debut en Número 36 en los EE. UU. Billboard Pop Songs, y se subió al 23 a la semana siguiente. Alcanzó la posición número 9 en el Canadian Hot 100. La canción debutó en Australia en el 11 en las listas de ARIA en la semana del 16 de noviembre de 2009, "Russian Roulette" entró en el UK Singles Chart en el número 6 el 29 de noviembre de 2009. La semana siguiente, se elevó al número 2, dando su 11 Top 5 y sus 11 top 10 en el país. Ha vendido más de 3 millones de copias en todo el mundo. Fue certificado de Plata en el Reino Unido el 12 de febrero de 2010, después de vender más de 200.000 copias. En suma, de acuerdo a la compañía The Official UK Charts Company, «Russian Roulette» ha vendido alrededor de 360 mil copias en el Reino Unido, las cuales le convierten en el segundo sencillo más vendido de Rated R en el estado, después de «Rude Boy», y en uno de los diez sencillos más vendidos de Rihanna en el mismo.
Hasta la fecha, el sencillo ha tenido más de 3 millones de descargas digitales y ha trazado dentro de los diez primeros en la mayoría de los mercados internacionales incluyendo los Estados Unidos, Australia, Reino Unido, Canadá, Alemania y Francia. La canción alcanzó el número uno en Noruega, Eslovaquia, Suiza, así como en la lista R&B del Reino Unido. 
Miguel Karam ha lanzado un remix de la canción como DJ Parte Slayer, etiquetado como "líder de The Remix Pack", que alcanzó gran éxito en el Líbano superando el Partido Mundial de Remixes Gráficas, llegando al número 29 en el Grupo Mundial de la Internacional Listas de Singles y número 3 en el Grupo de Ventas Digital Mundial Singles Charts. Se mantuvo en listas por 410 semanas.
Al 26 de septiembre, la canción ha vendido más de 830.000 copias en Estados Unidos.

## Video musical
El video de Wait Your Turn se estrenó en el sitio oficial de Rihanna el 3 de noviembre de 2009, mientras que el de "Russian Roulette" se estrenó el 13 de noviembre en ABC en 20/20. Ambos videos fueron dirigidos por el director Antony Mandler. El rodaje del video comenzó el 23 de octubre y llevó al cabo dos días completos.
Jesse Williams es el hombre de plomo en el video musical así como lo había revelado en una entrevista con E! a finales de octubre de 2009. El video comienza con Rihanna en un cuarto azul, que simula ser una cámara de gas, en la cual hay una marca hecha de color naranja. Luego, unos hombres con trajes militares colocan unos dispositivos de audios de donde empieza a sonar la canción, unos segundos más tarde. Entonces Rihanna es torturada en diversas formas mientras los militares la ven a través de un vidrio. Las imágenes se entremezclan con otras escenas en las que Rihanna juega, con lo que se presume ser su amante, a la Ruleta Rusa. En la parte final del video, podemos ver como Rihanna es atropellada, y como llegó a ser secuestrada y encerrada en la cámara de gas, entrelazadas con otras escenas en las que aparece en el agua, mientras recibe disparos en su cuerpo y que son de procedencia desconocida. El video termina con la muerte del amante de Rihanna, al ser vencido en la ruleta rusa. 

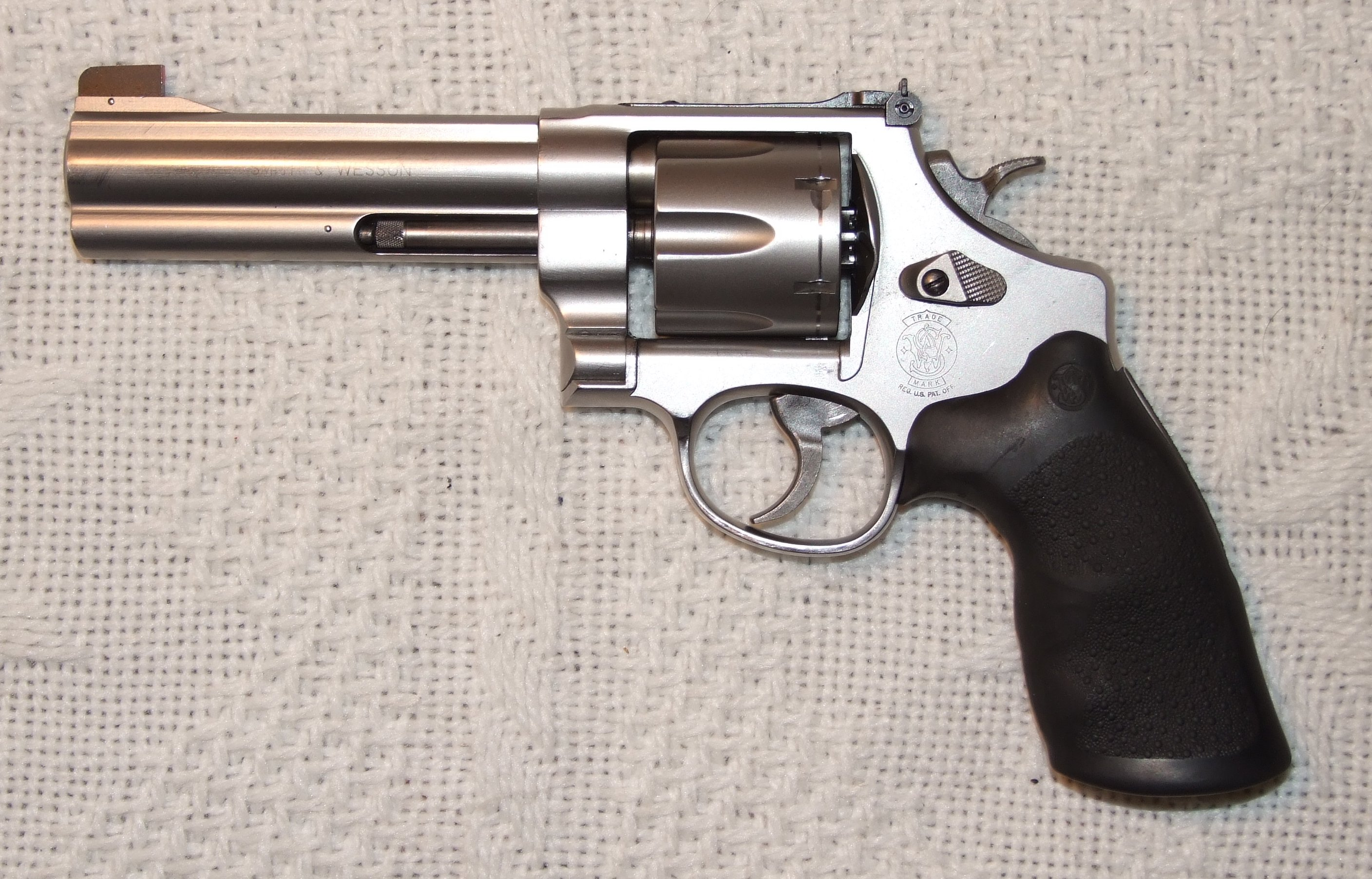
Revólver utilizado por Rihanna en el video de "Russian Roulette".

El video ha tenido más de 100 millones de visitas en YouTube desde su fecha de estreno, convirtiéndose en un certificado por VEVO.

## Premios y nominaciones
| Año  | Ceremonia                    | Premio                       | Resultado |
| ---- | ---------------------------- | ---------------------------- | --------- |
| 2010 | MTV Japan Video Music Awards | Best Hip Hop/R&B Rock Single | Nominada  |

## Formatos
Promo CD single / German CD Single / UK CD Single
1. "Russian Roulette" (Main) — 3:48
2. "Russian Roulette" (Instrumental) — 3:48
3. "Russian Roulette" (Remix) (Feat. Kardinal Offishall) - 4:18

The Remixes (from Masterbeat.com)
- "Russian Roulette" (Tony Moran and Warren Rigg Radio Mix)  - 4:25
- "Russian Roulette" (Chew Fu "Black Russian" Fix Radio) - 3:47
- "Russian Roulette" (Tony Moran and Warren Rigg Pounding Club Mix) - 10:25
- "Russian Roulette" (Chew Fu "Black Russian" Fix Extended) - 6:01
- "Russian Roulette" (Tony Moran, Warren Rigg, Dave Saronson Pounding Dub Mix) - 11:15
- "Russian Roulette" (Chew Fu "Black Russian" Fix Dub) - 4:55
- "Russian Roulette" (Chew Fu "Aciiiid" Fix Dub Reprise) - 6:01

## Listas y certificaciones
| Lista                             | Posición Más Alta |
| --------------------------------- | ----------------- |
| Australian Singles Chart          | 7                 |
| Austrian Singles Chart            | 2                 |
| Belgium Chart                     | 2                 |
| Canadian Hot 100                  | 9                 |
| Promusicae                        | 5                 |
| Czech Republic Singles Chart      | 1                 |
| Denmark singles Chart             | 6                 |
| Dutch Top 40                      | 7                 |
| Finnish Singles Chart             | 3                 |
| French Singles Chart              | 4                 |
| French Digital Songs              | 3                 |
| German Singles Chart              | 2                 |
| Hungarian Singles Chart           | 4                 |
| Irish Singles Chart               | 5                 |
| Italian Singles Chart             | 6                 |
| New Zeland Singles Chart          | 9                 |
| Norwegian Singles Chart           | 1                 |
| Rumanian Singles Chart            | 3                 |
| European Hot 100 Singles          | 2                 |
| Slovakia Singles Chart            | 1                 |
| Swedish Singles Chart             | 4                 |
| Swiss Singles Chart               | 1                 |
| UK Singles Chart                  | 2                 |
| UK R&B Chart                      | 1                 |
| US Billboard Hot 100              | 9                 |
| US Billboard Hot Dance Club Songs | 1                 |
| US Billboard Pop Songs            | 21                |
| US Billboard R&B/Hip-Hop Songs    | 49                |
| US Billboard Radio Songs          | 35                |
| US Billboard Digital Songs        | 4                 |
| Portugal Top 40                   | 5                 |

| 2009                             |     |
| Australian Singles Chart         | 96  |
| Austrian Singles Chart           | 60  |
| Australian Urban Singles         | 31  |
| Dutch Top 40                     | 98  |
| France Singles Chart             | 50  |
| German Singles Chart             | 74  |
| UK Singles Chart                 | 72  |
| Sweden Singles Char              | 92  |
| Belgium Singles Chart (Wallonia) | 97  |
| Swiss Singles Chart              | 61  |
| 2010                             |     |
| Australian Urban Chart           | 45  |
| European Hot 100                 | 9   |
| Belgium Singles Chart (Wallonia) | 31  |
| Belgium Singles Chart (Flanders) | 100 |
| Austria Top 75                   | 46  |
| Switzerland Media Control AG     | 33  |

| País           | Certificación | Ventas Certificadas | Ref.   |
| -------------- | ------------- | ------------------- | ------ |
| Australia      | Platino       | 70 000              | [ 14 ] |
| Dinamarca      | Oro           | 15 000              | [ 15 ] |
| España         | Oro           | 30 000              | [ 16 ] |
| Estados Unidos | 2× Platino    | 2 000 000           | [ 17 ] |
| Italia         | Platino       | 30 000              | [ 18 ] |
| Nueva Zelanda  | Oro           | 7500                | [ 19 ] |
| Reino Unido    | Oro           | 400 000             | [ 20 ] |
| Suecia         | Platino       | 40 000              | [ 21 ] |
| Suiza          | Oro           | 15 000              | [ 22 ] |

## Lanzamiento
| País           | Día                   | Formato                        |
| -------------- | --------------------- | ------------------------------ |
| Worldwide      | 20 de octubre de 2009 | Radio premiere                 |
| Estados Unidos | 27 de octubre de 2009 | Top 40, Rhythmic y Urban Radio |

| País           | Día                     | Formato          | Label   |
| -------------- | ----------------------- | ---------------- | ------- |
| Estados Unidos | 3 de noviembre de 2009  | Descarga digital | Def Jam |
| Alemania       | 13 de noviembre de 2009 | Sencillo en CD   | Def Jam |
| Francia        | 30 de noviembre de 2009 | Sencillo en CD   | Def Jam |